# Carlotta di Lussemburgo
Carlotta di Lussemburgo, nata Charlotte Aldegonde Elise Marie Wilhelmine di Nassau-Weilburg (Colmar-Berg, 23 gennaio 1896 – Fischbach, 9 luglio 1985), è stata granduchessa di Lussemburgo dall'abdicazione della sorella Maria Adelaide, nel 1919, fino alla propria rinuncia al trono, nel 1964, in favore del figlio Giovanni.

## Biografia

### Giovinezza

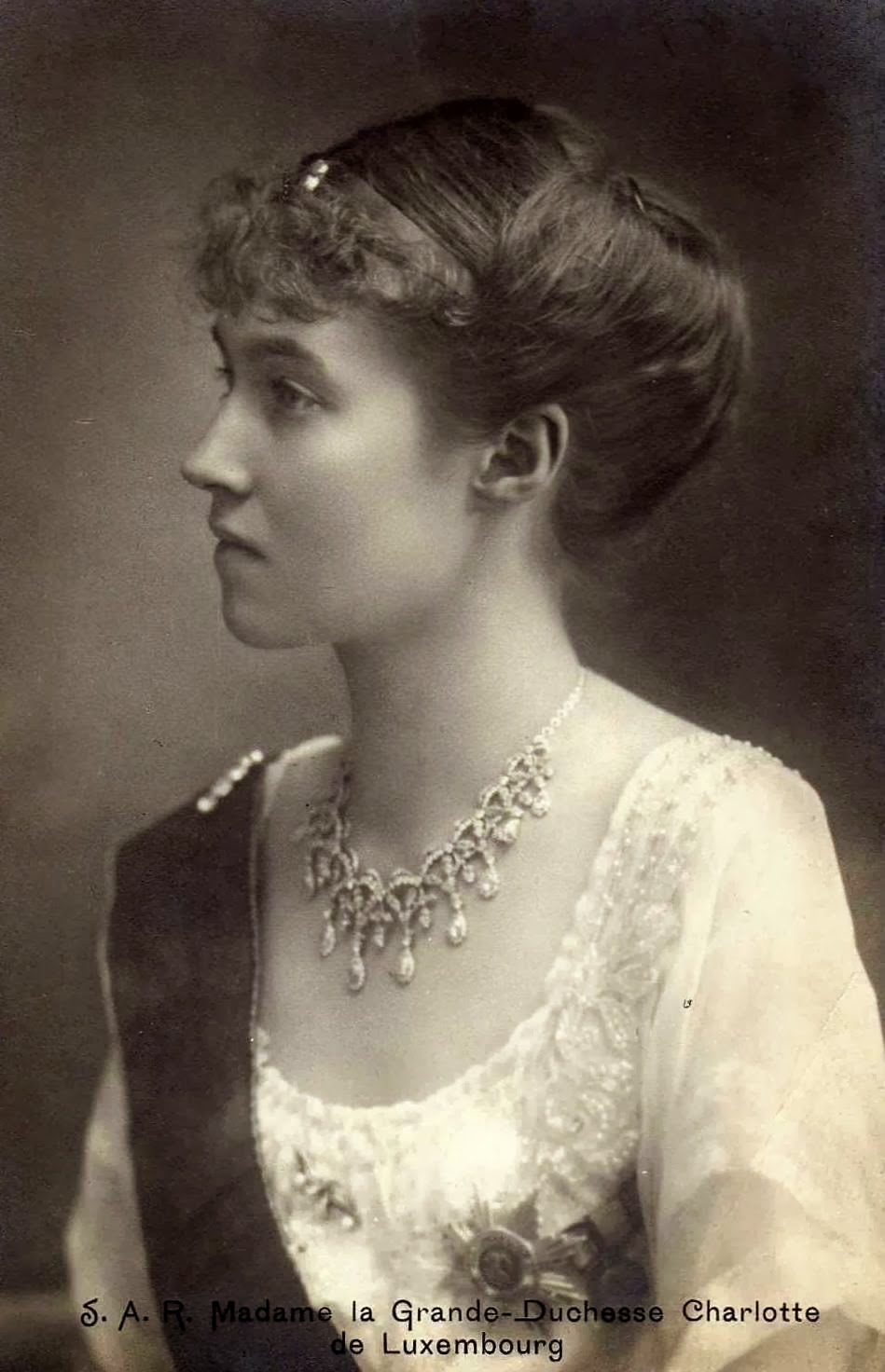
Carlotta nel 1919.

Carlotta era la secondogenita (di sei figlie) di Guglielmo IV di Lussemburgo e di Maria Anna di Braganza, figlia del re del Portogallo Michele I. Nacque il 23 gennaio 1896 nella residenza estiva di Colmar-Berg durante il regno del nonno Adolfo I, primo granduca indipendente dai Paesi Bassi (1890-1905) della casa Nassau-Weilburg. L'anziano sovrano chiese di imporle un nome assai diffuso in famiglia: la nipote maggiore ed erede al trono, di due anni, era stata denominata Maria Adelaide, come sua moglie.
Le future granduchesse (fu cambiata la legge di accesso al trono per permettere la successione femminile) sarebbero state famose per essere tra le pochissime donne regnanti nel mondo.

### Ascesa al Granducato e matrimonio
Di forte temperamento, la giovane Carlotta - 23 anni nel 1919 - ebbe la ventura di guidare il suo piccolo ma importante Stato per 45 anni, tra i più travagliati della storia europea. Salì al trono dopo la rinuncia della sorella Maria Adelaide (1912-19): questa, dopo l'occupazione tedesca del Lussemburgo, non sopportò più il peso della corona e abdicò in favore della più energica sorella minore, ritirandosi in un monastero, morendo poi nel 1924 a soli 30 anni. Nello stesso anno dell'ascesa al trono, la nuova granduchessa sposò Felice di Borbone-Parma (1893-1970) - da lei nominato Principe consorte -, uno dei tanti figli dell'ultimo duca parmense Roberto e fratello dell'imperatrice Zita d'Austria. La coppia granducale ebbe sei figli, tra cui l'erede al trono Giovanni, nato nel 1921.

### Granduchessa di Lussemburgo

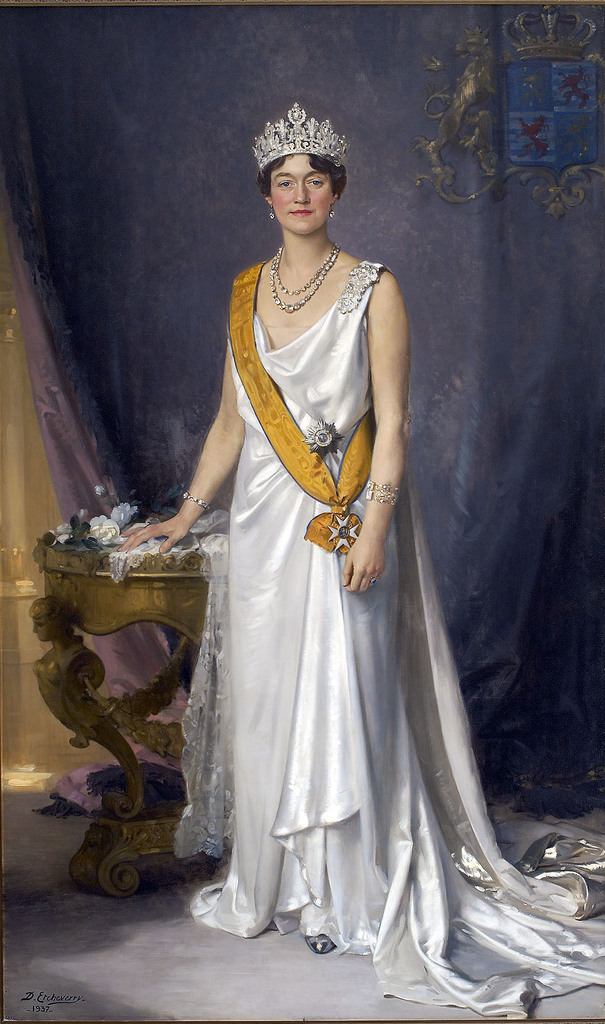
Dipinto della Granduchessa Carlotta di Lussemburgo.

Carlotta, intanto, nel ventennio 1920-40 precedente al secondo conflitto mondiale, contribuì in modo notevole a migliorare la vita dei sudditi e l'aspetto economico-sociale dello Stato; promosse, altresì, l'abbellimento della capitale con ardite modifiche urbanistiche, restauri (come quello del palazzo granducale) e nuovi edifici.
Scoppiata la guerra, il piccolo Lussemburgo, con il Belgio e i Paesi Bassi e a dispetto della neutralità, fu nuovamente occupato dalla Germania. Nel 1940 la granduchessa e la famiglia, per precauzione, dovettero rifugiarsi in Francia, nei pressi di Bordeaux, nel loro castello di Lamonzie-Montastruc, dove accolsero anche l'ex imperatrice Zita d'Austria. Invasa, tuttavia, la Francia dai nazisti, i Nassau-Borbone Parma furono costretti a riparare con il governo a Montréal e Londra, unitamente ad altri sovrani europei, come la regina Guglielmina dei Paesi Bassi e il re Haakon VII di Norvegia. Il ventenne principe ereditario Giovanni si arruolò nell'esercito britannico. Carlotta, in questi difficili anni, rappresentò un simbolo di unità nazionale con i suoi discorsi al popolo lussemburghese trasmessi dalle onde della BBC, trasmessi da radio Londra.
Il granducato subì pesanti bombardamenti allorché il feldmaresciallo tedesco Gerd von Rundstedt contrattaccò nel 1944/45 gli anglo-americani. Carlotta e famiglia, infine, nel 1945, con la protezione delle forze alleate, rientrarono in patria, accolti trionfalmente dai sudditi.
La cinquantenne granduchessa, allora, dedicò le proprie energie alla ricostruzione effettiva ed economica dello Stato con il sagace utilizzo degli aiuti del Piano Marshall e con un radicale spostamento della tradizionale rotta politica. Il Lussemburgo abbandonò, pertanto, la vana ed umiliata neutralità e Carlotta sottoscrisse e ratificò importantissimi trattati internazionali (Benelux, MEC)

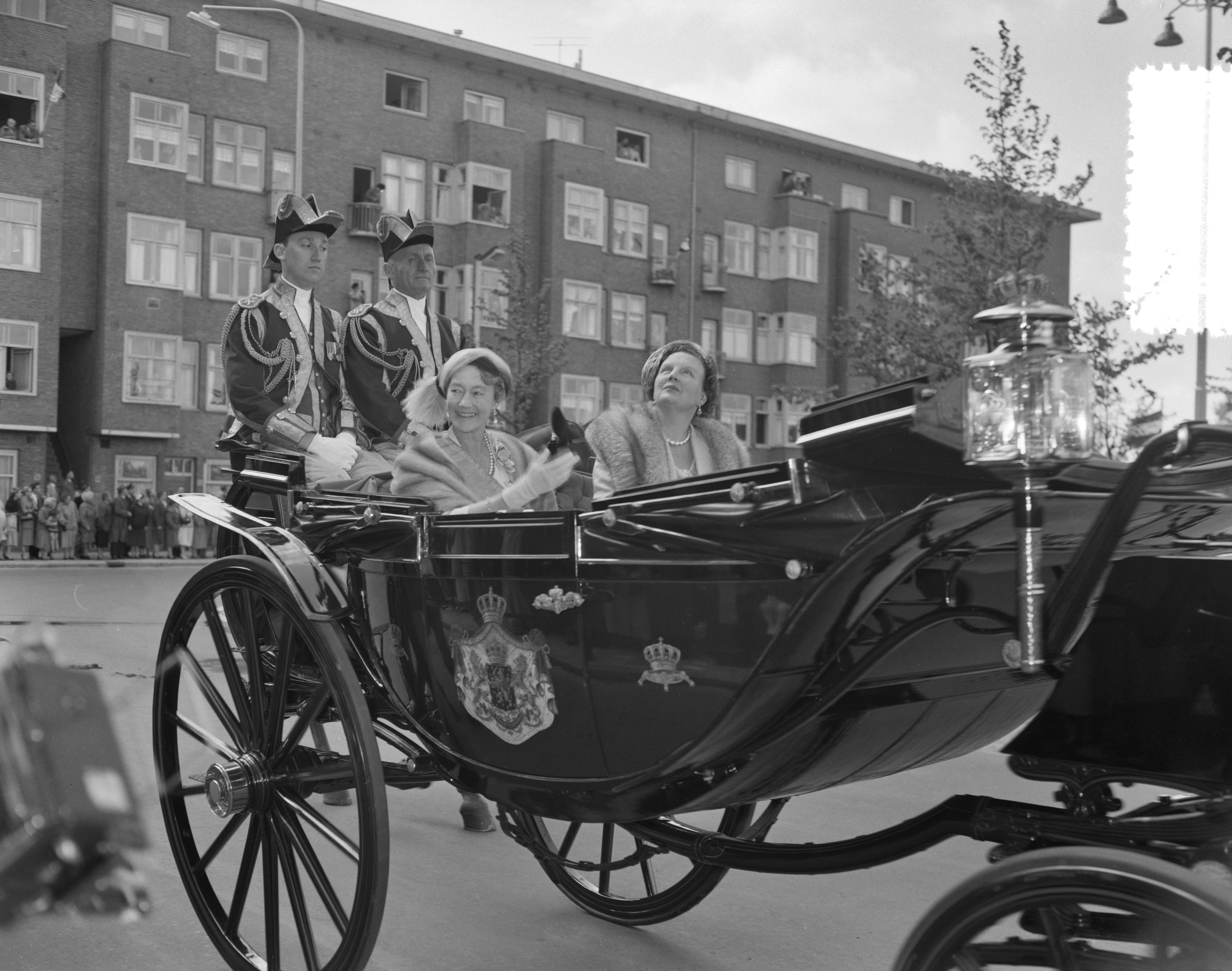
Carlotta e Giuliana d'Olanda.

Nell'ambito familiare, nel 1953 fu celebrato nella cattedrale il matrimonio tra l'erede principe Giovanni e la principessa Giuseppina Carlotta del Belgio, sorella di Baldovino I: nel 1955 alla coppia reale nacque Enrico, secondo di cinque figli e futuro granduca.
La granduchessa, nel frattempo, raggiunse nel 1959 i 40 anni di permanenza sul trono. Il temperamento riservato ma deciso di Charlotte contribuì a tenerla lontana dalle esteriorità della vita mondana. Oltre agli impegni ufficiali (nel 1961 ricevette il presidente degli Stati Uniti John Fitzgerald Kennedy con la moglie), si ricorda la sua partecipazione, nel 1954, alla famosa "crociera dei re" sul panfilo "Agamemnon", organizzata nel mar Egeo dalla regina di Grecia Federica.

### Abdicazione e morte

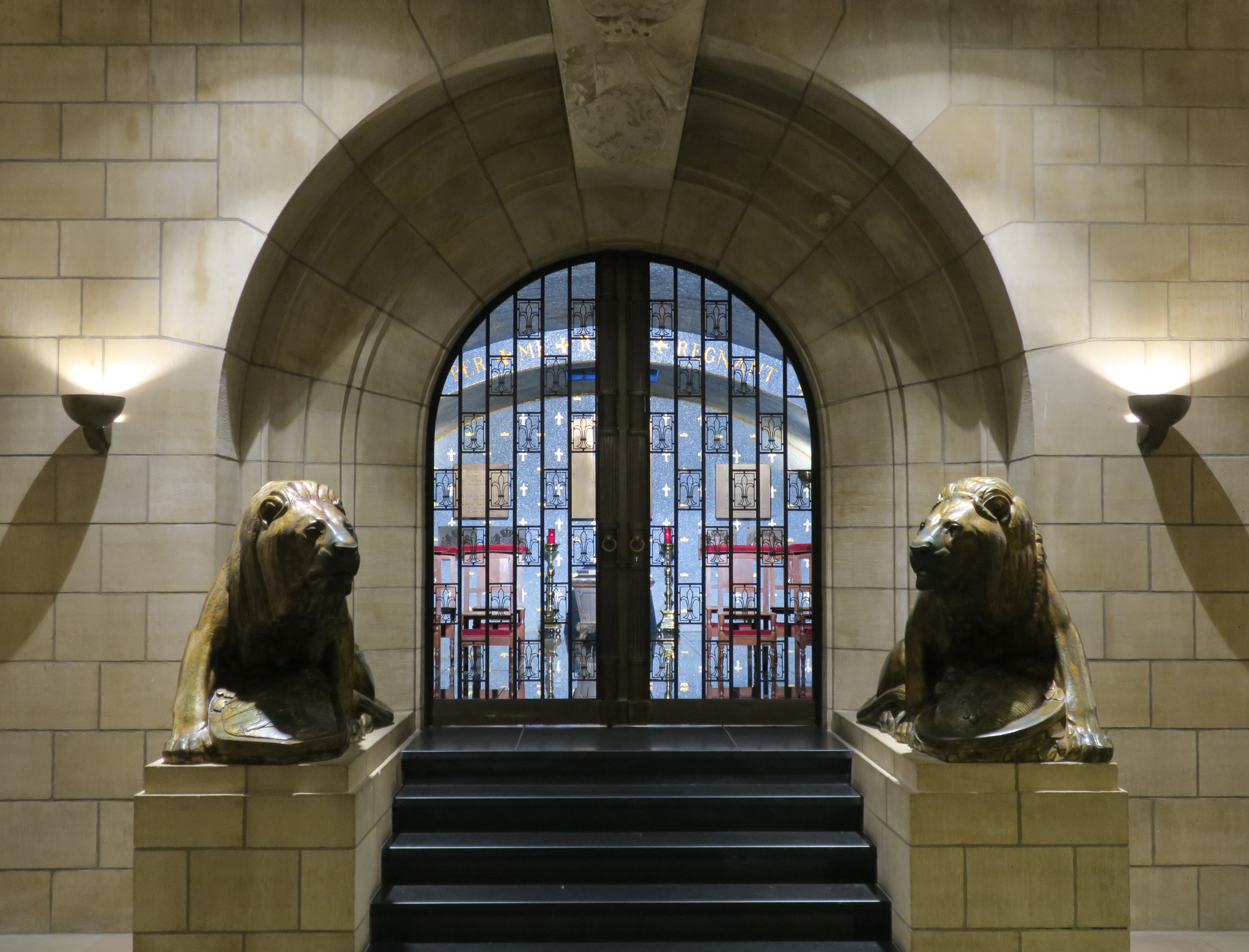
Ingresso della cripta granducale della cattedrale di Notre-Dame di Lussemburgo

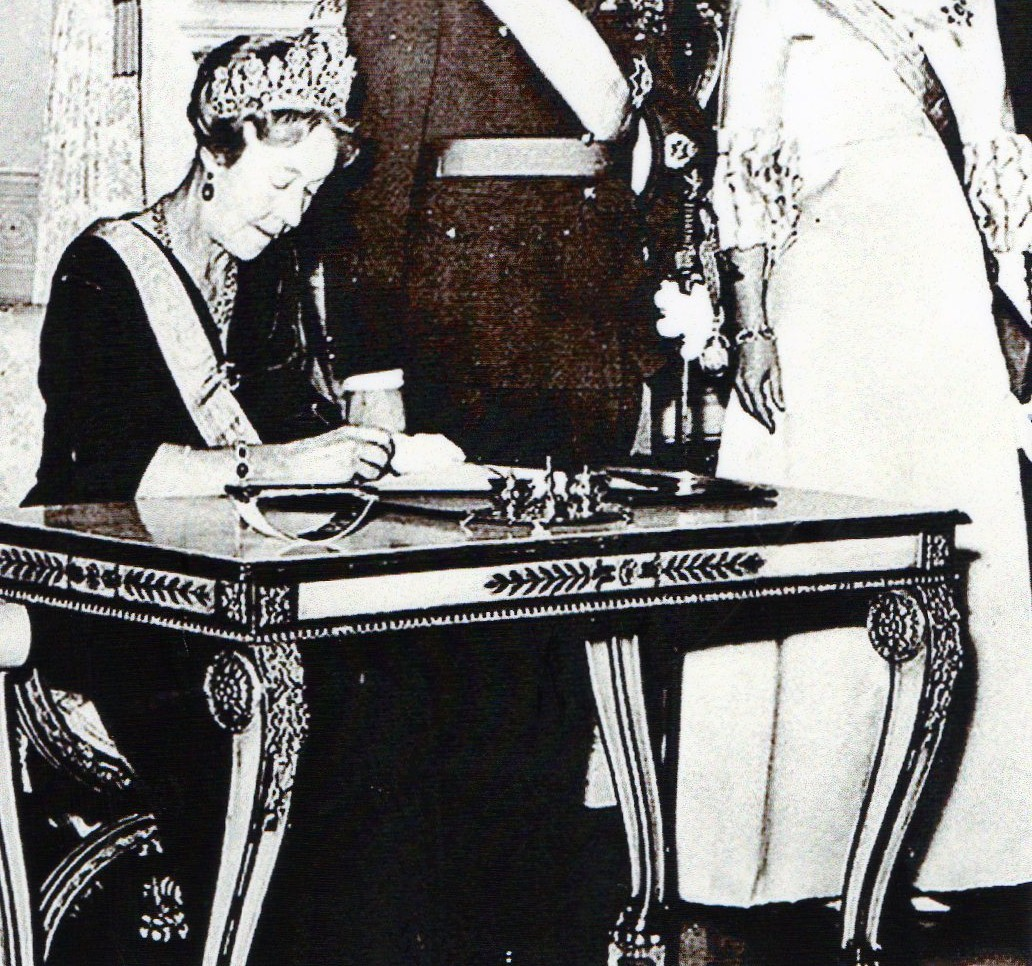
Carlotta che firma l'abdicazione.

Il 12 novembre 1964 Carlotta firmò nel palazzo granducale l'atto di abdicazione in favore del figlio Giovanni. L'ex sovrana si ritirò discretamente in uno dei suoi castelli, dedicandosi solo ad attività benefiche e culturali. Nel 1970 morì il consorte Felice e nel 1977 il figlio Carlo. Fu presente alle nozze, nel 1981, del nipote Enrico con María Teresa Mestre e vide la nascita del bisnipote Guglielmo, futuro erede al trono.
Carlotta visse l'ultimo periodo della sua vita amata e rispettata dai lussemburghesi, fino al 9 luglio 1985, quando, nel castello di Fischbach, morì ottantanovenne di cancro. Proprio quattro mesi prima aveva incontrato il papa Giovanni Paolo II in visita in Lussemburgo.
La sovrana fu tumulata nella cripta granducale della cattedrale di Notre Dame a Lussemburgo, accanto ai suoi familiari e antenati. Nel 1996 il Lussemburgo celebrò il centenario della nascita di Charlotte con manifestazioni pubbliche e iniziative culturali (tra cui emissioni filateliche e numismatiche e un monumento in bronzo nella capitale).

## Discendenza
Dal matrimonio tra Carlotta e Felice di Borbone-Parma nacquero due figli e quattro figlie:
| Nome            | Nascita          | Morte            | Note |
| --------------- | ---------------- | ---------------- | --- |
| Giovanni        | 5 gennaio 1921   | 23 aprile 2019   | sposò nel 1953 la principessa Giuseppina Carlotta del Belgio (1927-2005) e fu Granduca di Lussemburgo dal 1964 al 2000 |
| Elisabetta      | 22 dicembre 1922 | 22 novembre 2011 | sposò nel 1956 il duca Francesco di Hohenberg (1927-1977)                                                              |
| Maria Adelaide  | 21 maggio 1924   | 28 febbraio 2007 | sposò nel 1958 Carlo Giuseppe Henckel von Donnersmarck (1928-2008)                                                     |
| Maria Gabriella | 2 agosto 1925    | 10 febbraio 2023 | sposò nel 1951 il conte Canuto di Holstein-Ledreborg (1919-2001), pronipote di Ludvig Holstein-Ledreborg               |
| Carlo           | 7 agosto 1927    | 26 luglio 1977   | sposò nel 1967 Joan Douglas Dillon (n. 1931), figlia di C. Douglas Dillon (poi Duchessa di Mouchy)                     |
| Alice           | 24 agosto 1929   | 11 febbraio 2019 | sposò nel 1950 il principe Antonio de Ligne (1925-2005)                                                                |

## Ascendenza
|                                             |                            |                                                                  | Genitori                                           |  |  | Nonni |  |  | Bisnonni                  |  |  | Trisnonni                                       |  |
|                                             |                            |                                                                  |                                                    |  |  |       |  |  | Guglielmo, Duca di Nassau |  |  | Federico Guglielmo, Principe di Nassau-Weilburg |  |
|                                             |                            |                                                                  |                                                    |  |  |       |  |  | Guglielmo, Duca di Nassau |  |  | Federico Guglielmo, Principe di Nassau-Weilburg |  |
|                                             |                            | Burgravia Luisa Isabella di Kirchberg                            |                                                    |  |  |       |  |  | Guglielmo, Duca di Nassau |  |  |                                                 |  |
| Adolfo, Granduca di Lussemburgo             |                            |                                                                  |                                                    |  |  |       |  |  | Guglielmo, Duca di Nassau |  |  |                                                 |  |
|                                             |                            | Principessa Luisa di Sassonia-Hildburghausen                     | Federico, Duca di Sassonia-Altenburg               |  |  |       |  |  |                           |  |  |                                                 |  |
|                                             |                            | Principessa Luisa di Sassonia-Hildburghausen                     | Federico, Duca di Sassonia-Altenburg               |  |  |       |  |  |                           |  |  |                                                 |  |
|                                             |                            | Principessa Luisa di Sassonia-Hildburghausen                     | Duchessa Carlotta Georgina di Meclemburgo-Strelitz |  |  |       |  |  |                           |  |  |                                                 |  |
| Guglielmo IV, Granduca di Lussemburgo       |                            | Principessa Luisa di Sassonia-Hildburghausen                     |                                                    |  |  |       |  |  |                           |  |  |                                                 |  |
|                                             |                            | Principe Federico Augusto di Anhalt-Dessau                       | Federico, Principe Ereditario di Anhalt-Dessau     |  |  |       |  |  |                           |  |  |                                                 |  |
|                                             |                            | Principe Federico Augusto di Anhalt-Dessau                       | Federico, Principe Ereditario di Anhalt-Dessau     |  |  |       |  |  |                           |  |  |                                                 |  |
|                                             |                            | Principe Federico Augusto di Anhalt-Dessau                       | Langravia Amalia d'Assia-Homburg                   |  |  |       |  |  |                           |  |  |                                                 |  |
| Principessa Adelaide Maria di Anhalt-Dessau |                            | Principe Federico Augusto di Anhalt-Dessau                       |                                                    |  |  |       |  |  |                           |  |  |                                                 |  |
|                                             |                            | Langravia Maria Luisa Carlotta d'Assia-Kassel                    | Langravio Guglielmo d'Assia-Kassel                 |  |  |       |  |  |                           |  |  |                                                 |  |
|                                             |                            | Langravia Maria Luisa Carlotta d'Assia-Kassel                    | Langravio Guglielmo d'Assia-Kassel                 |  |  |       |  |  |                           |  |  |                                                 |  |
|                                             |                            | Langravia Maria Luisa Carlotta d'Assia-Kassel                    | Principessa Luisa Carlotta di Danimarca            |  |  |       |  |  |                           |  |  |                                                 |  |
| Carlotta, Granduchessa di Lussemburgo       |                            | Langravia Maria Luisa Carlotta d'Assia-Kassel                    |                                                    |  |  |       |  |  |                           |  |  |                                                 |  |
|                                             | Giovanni VI del Portogallo | Pietro III del Portogallo                                        |                                                    |  |  |       |  |  |                           |  |  |                                                 |  |
|                                             | Giovanni VI del Portogallo | Pietro III del Portogallo                                        |                                                    |  |  |       |  |  |                           |  |  |                                                 |  |
|                                             | Giovanni VI del Portogallo | Maria I del Portogallo                                           |                                                    |  |  |       |  |  |                           |  |  |                                                 |  |
| Michele I del Portogallo                    | Giovanni VI del Portogallo |                                                                  |                                                    |  |  |       |  |  |                           |  |  |                                                 |  |
|                                             |                            | Carlotta Gioacchina di Spagna                                    | Carlo IV di Spagna                                 |  |  |       |  |  |                           |  |  |                                                 |  |
|                                             |                            | Carlotta Gioacchina di Spagna                                    | Carlo IV di Spagna                                 |  |  |       |  |  |                           |  |  |                                                 |  |
|                                             |                            | Carlotta Gioacchina di Spagna                                    | Maria Luisa di Parma                               |  |  |       |  |  |                           |  |  |                                                 |  |
| Infanta Maria Anna di Portogallo            |                            | Carlotta Gioacchina di Spagna                                    |                                                    |  |  |       |  |  |                           |  |  |                                                 |  |
|                                             |                            | Costantino, Principe Ereditario di Löwenstein-Wertheim-Rosenberg | Carlo Tommaso di Löwenstein-Wertheim-Rosenberg     |  |  |       |  |  |                           |  |  |                                                 |  |
|                                             |                            | Costantino, Principe Ereditario di Löwenstein-Wertheim-Rosenberg | Carlo Tommaso di Löwenstein-Wertheim-Rosenberg     |  |  |       |  |  |                           |  |  |                                                 |  |
|                                             |                            | Costantino, Principe Ereditario di Löwenstein-Wertheim-Rosenberg | Sofia di Windisch-Grätz                            |  |  |       |  |  |                           |  |  |                                                 |  |
| Adelaide di Löwenstein-Wertheim-Rosenberg   |                            | Costantino, Principe Ereditario di Löwenstein-Wertheim-Rosenberg |                                                    |  |  |       |  |  |                           |  |  |                                                 |  |
|                                             |                            | Agnese di Hohenlohe-Langenburg                                   | Carlo Ludovico I di Hohenlohe-Langenburg           |  |  |       |  |  |                           |  |  |                                                 |  |
|                                             |                            | Agnese di Hohenlohe-Langenburg                                   | Carlo Ludovico I di Hohenlohe-Langenburg           |  |  |       |  |  |                           |  |  |                                                 |  |
|                                             |                            | Agnese di Hohenlohe-Langenburg                                   | Amalia Enrichetta di Solms-Baruth                  |  |  |       |  |  |                           |  |  |                                                 |  |
|                                             |                            | Agnese di Hohenlohe-Langenburg                                   |                                                    |  |  |       |  |  |                           |  |  |                                                 |  |